# Kazimierzów (powiat rawski)
Kazimierzów – wieś w Polsce położona w województwie łódzkim, w powiecie rawskim, w gminie Regnów.
W latach 1975–1998 miejscowość należała administracyjnie do województwa skierniewickiego.